# Eliane Elias
Eliane Elias (ur. 19 marca 1960 w São Paulo) – brazylijska pianistka jazzowa, aranżerka i autorka piosenek. Od roku 1981 mieszka i tworzy w Nowym Jorku.

## Życiorys
Elias rozpoczęła naukę gry na fortepianie w wieku sześciu lat. Jej matka była pianistką klasyczną, lecz w domu rodzinnym często grywała utwory jazzowe.
Elias zaczęła komponować i wykonywać swoje własne kompozycje jazzowe w wieku 17 lat. Stała się znana, kiedy zaczęła występować w całej Ameryce Południowej z zespołem brazylijskiego piosenkarza, gitarzysty i autora piosenek Toquinho oraz poety i piosenkarza Viniciusa de Moraesa.
Podczas koncertów w Europie, w 1981 poznała basistę Eddiego Gómeza i wyjechała z nim do Nowego Jorku. Po zamieszkaniu tamże została zaproszona do przyłączenia się do grupy Steps Ahead, z którą nagrała płytę w roku 1983. Po opuszczeniu Steps Ahead współpracowała z trębaczem Randym Breckerem, który został jej mężem. Zarejestrowali album nazwany imieniem ich córki – Amanda. Poczynając od roku 1986, Elias stała się uznanym bandleaderem. W 1988 otrzymała tytuł Best New Talent nadany jej przez krytyków magazynu JAZZIZ.
Nagrane przez nią albumy to zapis współpracy z takimi artystami jak: Herbie Hancock.
Album Elias i Hancocka z 1994 Solos and Duets był nominowany do Grammy w kategorii "Best Jazz Solo Performance". W 1997 Bob Brookmeyer zadedykował jej pełny album zawierający jego aranżacje utworów Elias w wykonaniu Danish Jazz Orchestra i opublikowany pod tytułem Impulsive!. Album ten otrzymał nominację do Grammy w kategorii "Best Large Jazz Ensemble Album" w 2001 roku.
Wystąpiła w filmie dokumentalnym Calle 54 (2000).
Obecnie jest żoną basisty Marca Johnsona, z którym produkuje nagrania oraz występuje podczas regularnych tras koncertowych.

## Dyskografia
- 1985: Amanda[2]
- 1986: Illusions[2]
- 1987: Cross Currents[2]
- 1989: So Far So Close[2]
- 1990: Eliane Elias Plays Jobim[2]
- 1991: A Long Story[2]
- 1992: Fantasia[2]
- 1993: Paulistana[2]
- 1993: On The Classical Side[2]
- 1994: Solos and Duets[2]
- 1995: Best of[3]
- 1996: The Three Americas[2]
- 1997: Impulsive![2]
- 1998: Sings Jobim[2]
- 2000: Everything I Love[2]
- 2001: The Best of Eliane Elias, Vol. 1: Originals[3]
- 2002: Kissed By Nature[2]
- 2003: Timeless Eliane Elias[3]
- 2003: Brazilian Classics[3]
- 2004: Giants of Jazz: Eliane Elias
- 2004: Dreamer[2]
- 2005: Sings & Plays
- 2006: Around the City[2]
- 2008: Something For You[2]
- 2008: Bossa Nova Stories[2]
- 2009: Plays (Live)[2]
- 2009: Eliane sings Bossa & Saudade – Essencia Eliane[3]
- 2009 Eliane Elias Plays and Sings Jobim[3]
- 2011: Light My Fire[2]
- 2013: I Thought About You (A Tribute To Chet Baker)
- 2015: Made In Brazil
- 2017: Dance of Time
- 2019: Love Stories